# 太平天國 (無綫電視劇)
《太平天國》（英語：Twilight of a Nation）是香港電視廣播有限公司所製作關於清朝太平天國的清裝歷史電視劇，全劇共45集，監製蕭笙。
此劇於1991年11月、1996年於翡翠台重播。此劇亦是呂良偉全身投入影圈前最後在TVB播出的電視劇作品。

## 故事大綱
團結起義，無奈權利慾望為禍！
洪秀全（呂良偉飾）篤信受上帝託負創拜上帝會。滿清腐敗，其妻杜惠貞（商天娥飾）被清廷所殺，全遂在金田村起義。楊秀清（黃日華飾）、蕭朝貴（劉青雲飾）、石達開（黎漢持飾）、秦日綱（郭富城飾）、李秀成（歐瑞偉飾）及韓寶英（鄧萃雯飾）等先後加入，建立太平天國，震驚滿清皇朝。全遂將親妹宣嬌（陳敏兒飾）嫁給貴以制衡之，清含恨。清欲奪權，勾搭傅善祥（蔡嘉利飾）亂政。後全迷戀葉苓（毛舜筠飾），以致大權旁落，苓更藉清殺害異己，獨掌朝綱。眼見人才凋零，國事日衰，全終於醒悟過來，殺苓力圖反撲，只是大勢已去。全悽然服毒自殺，太平天國的夢想亦隨即幻滅。

## 演員

### 太平天國
| 演員   | 角色     | 備註                                                                             |
| ------ | -------- | -------------------------------------------------------------------------------- |
| 呂良偉 | 洪秀全   | 拜上帝教和太平天國建立者，自稱「天王」及「開國六王」之首，於第45集自殺身亡       |
| 黃日華 | 楊秀清   | 太平天國的「開國六王」之二，獲封「東王」，於第40集被李昭壽及洪秀全殺死           |
| 李國麟 | 馮雲山   | 太平天國的「開國六王」之三，獲封「南王」，於第24集自殺身亡，後其首級被江忠源奪除 |
| 劉青雲 | 蕭朝貴   | 太平天國的「開國六王」之四，獲封「西王」，於第26集身亡                           |
| 陳榮峻 | 韋昌輝   | 太平天國的「開國六王」之五，獲封「北王」，於第42集被李昭壽殺死                   |
| 黎漢持 | 石達開   | 太平天國的「開國六王」之六，獲封「翼王」，於第44集戰死                           |
| 郭富城 | 秦日綱   | 太平軍將領，聽命于楊秀清，獲封「燕王」，於第40集被楊秀清殺死                     |
| 歐瑞偉 | 李秀成   | 太平天國後期主要人物之一，獲封「忠王」，於第45集被清軍處死                       |
| 李耀敬 | 陳玉成   | 太平天國後期主要人物之二，獲封「英王」，於第45集戰死                             |
| 商天娥 | 杜惠貞   | 趙崇年之女，洪秀全初戀情人，於第12集被趙崇年殺死                                 |
| 容惠雯 | 賴淑娟   | 賴忠之女，太平天國第一任王后，洪天貴福之母，於第36集被葉苓殺死                   |
| 鄧萃雯 | 韓寶英   | 女將，李秀成情人，於第44集重傷身亡                                               |
| 毛舜筠 | 葉 苓    | 太平天國第二任王后，戲子出身，誘惑洪秀全亂國，於第43集被洪秀全殺死               |
| 陳敏兒 | 洪宣嬌   | 「西王妃」，洪秀全之妹，蕭朝貴之妻，於第44集戰死                                 |
| 梁潔華 | 蘇 鳳    | 「北王妃」，韋昌輝之妻，於第42集被葉苓和李昭壽冤枉處死                           |
| 蔡嘉利 | 傅善祥   | 女狀元，楊秀清情人，於第41集自殺身亡                                             |
| 陶大宇 | 李昭壽   | 太平軍將領，葉苓手下，於第43集被李秀成與陳玉成處死                               |
| 王敏明 | 艷芙蓉   | 葉苓親信，戲子出身，於第41集被傅善祥殺死                                         |
| 白文彪 | 蒙得恩   | 原劉家村廟祝，獲封「贊王」，於第42集被葉苓與李昭壽冤枉處死                       |
| 褚肇淇 | 蒙得雍   | 蒙得恩之子，太平軍将领，於第42集被葉苓與李昭壽冤枉處死                           |
| 朱鐵和 | 羅大綱   | 原天地會總舵主，後加入太平軍，於第37集與向荣同歸於盡                             |
| 梁鴻華 | 洪仁發   | 洪秀全長兄，獲封「安王」，於第45集戰死                                           |
| 駿雄   | 洪仁達   | 洪秀全二兄，獲封「福王」，於第45集戰死                                           |
| 馬忠德 | 赖 忠    | 鐵匠出身，賴淑娟之父，於第36集被李昭壽殺死                                       |
| 侯振宇 | 洪天貴福 | 太平天國第二代天王，賴淑娟所生，於第45集被清軍處死                               |
| 林偉健 | 周錫能   | 太平軍將領，被楊秀清陷害，誣衊為叛徒，於第33集自殺身亡                           |
| 梁少狄 | 陳德才   | 太平天國後期人物之三，獲封「扶王」                                               |
| 吳博君 | 林紹璋   | 太平天國後期人物之四，獲封「章王」                                               |
| 黎冠成 | 賴文光   | 太平天國後期人物之五，獲封「遵王」                                               |
| 陳國志 | 黃文金   | 太平天國後期人物之六，獲封「堵王」                                               |
| 黃恩慈 | 林大居   | 太平諸王之一，獲封「敬王」                                                       |
| 何璧堅 | 周村長   | 金田村村長，後加入太平軍                                                         |
| 曾守明 | 苗沛霖   | 太平軍將領，後為滿清內應                                                         |

### 清朝
| 演員     | 角色     | 備註                                                         |
| -------- | -------- | ------------------------------------------------------------ |
| 劉江     | 曾國藩   | 湘軍首領，鎮壓太平天國                                       |
| 黃允材   | 李鴻章   | 淮軍首領，幫助曾國藩鎮壓太平天國                             |
| 歐陽震華 | 曾國荃   | 曾國藩之弟，曾同情太平軍，後徹底決裂                         |
| 區偉麟   | 左宗棠   | 湘軍大將，幫助曾國藩鎮壓太平天國                             |
| 張英才   | 道光帝   | 原名旻寧，清朝第八任皇帝，於第18集駕崩                       |
| 彭文堅   | 咸豐帝   | 原名奕詝，道光四子，清朝第九任皇帝，於第41集駕崩             |
| 吳瑞庭   | 奕訢     | 「恭親王」，道光六子                                         |
| 韓馬利   | 懿貴妃   | 咸豐帝妃子，後成為「慈禧太后」                               |
| 鮑方     | 林則徐   | 原欽差大臣，曾發動「虎門銷煙」，一度被充軍伊犁，於第16集病逝 |
| 江毅     | 耆英     | 清廷重臣，与琦善、奕山相勾結                                 |
| 區嶽     | 琦善     | 清廷重臣，与耆英、奕山相勾結。                               |
| 麥皓為   | 奕山     | 清廷重臣，与耆英、琦善相勾結                                 |
| 葉天行   | 趙崇年   | 杜惠貞生父，鎮壓拜上帝教，於第13集被洪秀全處死               |
| 關 菁    | 陳副官   | 趙崇年軍師，於第13集被趙崇年殺死                             |
| 田 青    | 王作新   | 劉家村鄉紳，组织團練對抗太平軍，於第12集被洪秀全誤殺         |
| 龍炳基   | 王春風   | 王作新之子，於第9集被蕭朝貴殺死                              |
| 徐廣林   | 鄧知縣   | 清廷知縣，與王作新勾結                                       |
| 徐新義   | 陳知縣   | 廣西封開知縣                                                 |
| 許健邦   | 蔡大人   | 耆英之下屬                                                   |
| 凌 漢    | 鄭祖琛   | 廣西巡撫                                                     |
| 許堅信   | 何先生   | 鄭祖琛之幕僚                                                 |
| 艾 威    | 江忠源   | 湘軍大將，對抗太平天國軍，於34集自殺身亡                     |
| 王維德   | 李 明    | 江忠源副將                                                   |
| 陳均榕   | 向 榮    | 清廷將領，率兵鎮壓太平天國，於第37集與羅大綱同歸於盡         |
| 麥子雲   | 張 釗    | 原天地會成員，後叛徒投靠清廷，於第35集被殺                   |
| 馮 國    | 田 芳    | 原天地會成員，後叛徒投靠清廷，於第35集被殺                   |
| 黃美華   | 慈 安    | 東太后，与慈禧太后共同垂簾聽政                               |
| 曾守明   | 苗沛霖   | 原為太平天國之「奏王」，後叛變為清廷充當內應                 |
| 焦 雄    | 龍啟瑞   | 廣西金田村大地主，於第15集被洪秀全所殺                       |
| 關海山   | 施員外   | 清朝湖南益陽鄉紳                                             |
| 李海生   | 錢飛鷹   | 飛鷹寨大寨主，钱飞鹏之兄，暗降清廷，明降太平軍，充當清廷耳目 |
| 陳世華   | 錢飛鵬   | 飛鷹寨二寨主，钱飞鹰之弟，暗降清廷，明降太平軍，充當清廷耳目 |
| 元 彬    | 趙 廣    | 湘军提督                                                     |
| 朱 剛    | 正黃旗主 | 支持奕䜣的清廷貴族                                           |
| 郭政鴻   | 正白旗主 | 支持奕䜣的八旗清廷貴族                                       |
| 談泉慶   | 大內侍衛 | 保護咸豐帝安全，追殺叛徒                                     |
| 袁震宇   | 同治帝   | 原名載淳，咸豐帝和懿貴妃獨子，清朝第十任皇帝                 |

### 其他人物
| 演員   | 角色                 | 備註                                 |
| ------ | -------------------- | ------------------------------------ |
| 曹 濟  | 洪 父                | 洪秀全、洪宣娇之父                   |
| 馮瑞珍 | 洪 母                | 洪秀全、洪宣娇之母                   |
| 陳麗斯 | 林翠娥               | 酒店老闆娘，趙崇年舊情人，杜惠貞生母 |
| 鮑偉亮 | 阿 福                | 林翠娥之酒店夥記                     |
| 江明輝 | 阿 祿                | 林翠娥之酒店夥記                     |
| 江明輝 | 平 民                | （第21集）                           |
| 李國平 | 天地會成員           | 羅大綱手下                           |
| 黎耀祥 | 天地會成員           | 羅大綱手下                           |
| 將 軍  | 太平天國之將軍       |                                      |
| 梁狄輝 | 副 官                | 林則徐之副官，後為曾國藩之副官       |
| 薛純基 | 書 生                | 洪秀全同學                           |
| 薛純基 | 管 家                | 韋昌輝之管家（第11集）               |
| 薛純基 | 將 領                | 淮軍將領（第45集）                   |
| 李煜生 | 書 生                | 洪秀全同學                           |
| 黎璧光 | 平 民                | （第1集）                            |
| 黎璧光 | 軍 士                | （第25集）                           |
| 梁 雄  | 平 民                | （第1集）                            |
| 曾贊安 | 米店老闆             | （第1集）                            |
| 曾贊安 | 農 民                | 向韋昌輝交地租之農民（第11集）       |
| 馬慶生 | 周老闆               | 煙館老闆（第1集）                    |
| 馬慶生 | 苗人首領             | （第44集）                           |
| 韓 俊  | 巡 捕                | （第2集）                            |
| 韓 俊  | 官 員                | （第28集）                           |
| 韓 俊  | 門 衛                | （第31集）                           |
| 韓 俊  | 隊 長                | （第32集）                           |
| 韓 俊  | 官 員                | （第36集）                           |
| 河國榮 | 羅孝全               | 西洋傳教士                           |
| 凌禮文 | 梁 發                | 傳教士                               |
| 黃一飛 | 县 令                | （第2集）                            |
| 何志培 | 官 差                | （第2集）                            |
| 何鳳儀 | 大 嬸                | （第3集）                            |
| 容守怡 | 小 孩                | （第3集）                            |
| 原子華 | 犯 人                | （第3集）                            |
| 陳中堅 | 陳老爺               | 廣東地主（第4集）                    |
| 田永加 | 陳敬祖               | 陳老爷之子（第4集）                  |
| 曾慧雲 | 小 蓮                | 陳家丫鬟，陳敬祖情人（第4集）        |
| 林文龍 | 陳亞寶               | 舉人，洪秀全同鄉（第4集）            |
| 林文龍 | 村 民                | 金田村村民（第15集）                 |
| 林文龍 | 山 賊                | 飛鷹寨山賊（第23集）                 |
| 梁 心  | 陳 父                | 村民，陳亞寶之父（第4集）            |
| 黎秀英 | 陳 母                | 村民，陳亞寶之母（第4集）            |
| 梁惠蓮 | 媒 婆                | （第4集）                            |
| 陳立品 | 打小人婆             | （第6集）                            |
| 梅 蘭  | 劉二姑               | 劉家村村民                           |
| 鄭少萍 | 福 嬸                | 劉家村村民                           |
| 何柏光 | 劉二姑兄             | 劉家村村民，劉二姑兄                 |
| 俞 明  | 鄉 紳                | 劉家村鄉紳                           |
| 江 寧  | 鄉 紳                | 劉家村鄉紳                           |
| 孫季卿 | 村 民                | 劉家村村民                           |
| 孫季卿 | 二 叔                | 花橋鎮居民                           |
| 陸應康 | 村 民                | 劉家村村民                           |
| 梁潔芳 | 村 姑                | 劉家村村民                           |
| 劉安琪 | 少 女                | 劉家村村民                           |
| 承 恩  | 師 爺                | 鄧知縣之師爺                         |
| 郭政鴻 | 團 練                | 王作新之團練成員                     |
| 林韋辰 | 團 練                | 王作新之團練成員                     |
| 吳華山 | 男 子                | 劉家村村民（第7集）                  |
| 陳玉麟 | 寡 婦                | 劉家村村民（第7集）                  |
| 陳志雄 | 鴉片商               | （第9集）                            |
| 曾建明 | 彭 材                | 原礦場工人，後加入太平軍（第10集）   |
| 黃鳳琼 | 翠 兒                | 蘇鳳之侍婢（第11集）                 |
| 夏洪枝 | 農 民                | 向韋昌輝交地租之農民（第11集）       |
| 夏洪枝 | 凌府家丁             | （第28集）                           |
| 林 榔  | 農 民                | 向韋昌輝交地租之農民（第11集）       |
| 白 蘭  | 婦 人                | （第12集）                           |
| 溫 泉  | 趙村長               | 趙家村村長（第13集）                 |
| 陳佳琳 | 村 民                | 金田村村民（第13集）                 |
| 吳耀良 | 村 民                | 金田村村民（第13集）                 |
| 尹靈光 | 村 民                | 金田村村民（第13集）                 |
| 劉超凡 | 村 民                | 金田村村民（第13集）                 |
| 梁家傑 | 村 民                | 金田村村民（第13集）                 |
| 曹德堅 | 官 兵                | （第14集）                           |
| 曹德堅 | 牛 仔                | 鐵匠，賴忠昔日徒弟（第21集）         |
| 計祥龍 | 樵 夫                | （第14集）                           |
| 梅智菁 | 地 主                | 金田村地主                           |
| 梅智菁 | 衛 兵                | （第34集）                           |
| 黃重新 | 地 主                | 金田村地主                           |
| 簡瑞超 | 地 主                | 金田村地主                           |
| 鄧以豪 | 鐵 匠                | （第15集）                           |
| 梁月萍 | 村 民                | （第15集）                           |
| 張樂添 | 龍府家丁             | （第15集）                           |
| 姜偉南 | 官 兵                | （第15集）                           |
| 姜偉南 | 探 子                | （第35集）                           |
| 黃英耀 | 村 民                | 金田村村民（第15集）                 |
| 黃英耀 | 將 軍                | 太平天國之將軍                       |
| 黃德斌 | 阿 牛                | 平民（第16集）                       |
| 黃德斌 | 平 民                | 天京之平民（第39集）                 |
| 李藹菲 | 阿牛妻               | 阿牛之妻（第16集）                   |
| 梁 海  | 官 兵                | （第16集）                           |
| 鍾志洪 | 官 兵                | （第16集）                           |
| 周肇維 | 官 兵                | （第16集）                           |
| 平 民  | 天京之平民（第41集） |                                      |
| 林家棟 | 官 兵                | （第16集）                           |
| 林家棟 | 平 民                | 天京之平民（第42集）                 |
| 李健強 | 官 兵                | （第16集）                           |
| 雷宇揚 | 官 兵                | （第16集）                           |
| 平 民  | 天京之平民（第42集） |                                      |
| 單劍圖 | 官 兵                | （第16集）                           |
| 單劍圖 | 糧 官                | （第37集）                           |
| 單劍圖 | 平 民                | 天京之平民（第42集）                 |
| 黎少芳 | 老 婦                | （第18集）                           |
| 招浩東 | 小 二                | （第18集）                           |
| 王華威 | 太 監                | （第18集）                           |
| 薛純澤 | 太 監                | （第18集）                           |
| 麥樹燊 | 探 子                | （第19集）                           |
| 江譽聖 | 太平軍               | （第20集）                           |
| 陳劍輝 | 太平軍               | （第20集）                           |
| 麥長青 | 隊 長                | （第21集）                           |
| 麥長青 | 賊 人                | 花橋鎮賊人（第28集）                 |
| 吳業光 | 欽 差                | （第22集）                           |
| 吳博君 | 官 兵                | （第22集）                           |
| 石毅魂 | 園 丁                | （第23集）                           |
| 李偉南 | 軍 士                | （第25集）                           |
| 楊小揚 | 副 將                | 曾國荃之副將（第26集）               |
| 吳孟達 | 韓二叔               | 賣唱藝人，韓寶英之二叔（第27集）     |
| 羅青浩 | 凌少爺               | 花花公子（第28集）                   |
| 羅 維  | 凌府家丁             | （第28集）                           |
| 何燕紅 | 紅 姑                | 妓院老鴇（第28集）                   |
| 顏昭雄 | 官 員                | （第28集）                           |
| 王華威 | 官 員                | （第28集）                           |
| 梁淑兒 | 如 意                | 妓女（第28集）                       |
| 梁安利 | 官 兵                | （第28集）                           |
| 曹德堅 | 賊 人                | 花橋鎮賊人（第28集）                 |
| 叢世權 | 頭 目                | 花橋鎮山賊頭目，後投靠楊秀清         |
| 羅國維 | 傅少榕               | 花橋鎮鎮長，傅善祥之父               |
| 周煥培 | 掌 櫃                | （第28集）                           |
| 祈浩釗 | 雜技團長             | （第28集）                           |
| 祈安鵬 | 雜技團員             | （第28集）                           |
| 祈安輝 | 雜技團員             | （第28集）                           |
| 何鳳儀 | 接生婆               | （第30集）                           |
| 梁 愛  | 奶 媽                | 洪天貴福之奶媽                       |
| 劉樑發 | 絲綢店老闆           | （第31集）                           |
| 吳耀良 | 小 二                | （第31集）                           |
| 馮錦璋 | 夥 記                | （第31集）                           |
| 孫鏡鴻 | 英國使者             | （第31集）                           |
| 陸俊傑 | 美國使者             | （第31集）                           |
| 袁忠義 | 買 辦                | （第31集）                           |
| 楊啟芳 | 侍 婢                | 傅善祥之侍婢                         |
| 李連壽 | 乞 丐                | （第32集）                           |
| 張 帆  | 衛 兵                | （第34集）                           |
| 徐寶麟 | 探 子                | （第34集）                           |
| 徐寶麟 | 將 軍                | 太平天國之將軍                       |
| 蒋奕明 | 幕 僚                | （第35集）                           |
| 潘文柏 | 副 將                | 向榮之副將（第37集）                 |
| 周天得 | 將 軍                | 太平天國之將軍                       |
| 林嘉麗 | 侍 婢                | 洪秀全之侍婢                         |
| 杜兆津 | 平 民                | 天京之平民（第39集）                 |
| 鍾志洪 | 平 民                | 天京之平民（第39集）                 |
| 許實賢 | 平 民                | 天京之平民（第39集）                 |
| 郭志浩 | 平 民                | 天京之平民（第39集）                 |
| 林健輝 | 平 民                | 天京之平民（第39集）                 |
| 李健強 | 平 民                | 天京之平民（第39集）                 |
| 秦卓勛 | 平 民                | 天京之平民（第39集）                 |
| 楊偉倫 | 平 民                | 天京之平民（第39集）                 |
| 洪大華 | 衛 兵                | （第43集）                           |
| 張志強 | 將 領                | 淮軍將領（第45集）                   |
| 陳家碧 | 打漁女               | （第45集）                           |
| 胡美玲 | 打漁女               | （第45集）                           |
| 蘇佩珊 | 打漁女               | （第45集）                           |
| 鄭維嘉 | 打漁女               | （第45集）                           |

## 影碟發行
以下所有影碟發行均由電視廣播(國際)有限公司授權：
香港發行代理商現代音像(國際)有限公司於2006年推出發行了《太平天國》DVD及VCD影碟零售版本，DVD影碟收錄全套45集，一套共有12隻碟分為兩盒影碟，設有粵語及國語發音版本，自選開啟或關閉繁體中文及簡體中文字幕；VCD影碟將已播放的集數並製作成28隻碟作為片段完整及無刪剪版本，一套共分為兩盒影碟，每隻碟跟電視劇的每集片長約60分鐘一樣，設有粵語及國語發音版本並配上繁體中文字幕。
台灣發行代理商弘音多媒體科技股份有限公司於2006年推出發行了《太平天國》DVD影碟零售版本，此影碟燒錄DVD香港版的全部集數及碟數（其中全部碟數均設有香港版的目錄選單）。